# Autoroute Info
Autoroute Info (deutsch: Autobahninfo) ist die Bezeichnung für Hörfunkstationen in Frankreich, die rund um die Uhr in regelmäßigen Zeitabständen (15-Minuten-Takt) Verkehrsinformationen für Autofahrer ausstrahlen.
Bei den Autobahnradiosendern handelt es sich um Programme, die im Allgemeinen von den Betreibergesellschaften der privaten französischen Autobahnen veranstaltet werden; dies gilt für Radio Vinci Autoroutes und Autoroute Info. Bei diesen vier Stationen handelt es sich um private Hörfunksender. Lediglich der Radiosender Sanef 107.7 wird vom staatlichen Rundfunk Radio France betrieben. Er versorgt größtenteils die öffentlichen Autobahnstrecken und im Netz der SANEF-Autobahngesellschaft im Norden Frankreichs.

## Sender
Folgende drei Stationen können gehört werden:
- Radio Vinci Autoroutes (Autobahnennetz des französischen Südens und Westens – Cofiroute, Arcour, ASF und der Escota, alle im Besitz von Vinci Autoroutes)
- Sanef 107.7 (Netz der Autobahngesellschaft Paris-Normandie – SAPN und der SANEF)
- Autoroute-Info (Autobahnnetz Paris-Rhein-Rhone der Gesellschaft APRR und Netz Rhone-Alpen – AREA)

## Programm
Neben den viertelstündlich gesendeten Verkehrsinformationen strahlen die Sender Unterhaltungsmusik aller Genres aus. Zu jeder vollen Stunde werden – teilweise in Kooperation mit dem staatlichen Nachrichtensender France Info von Radio France Kurznachrichten und Wetterinformationen gesendet. Häufig sind auch Beiträge über touristische Ziele und Veranstaltungen entlang der Strecken der jeweiligen Sendegebiete und verkehrserzieherische Informationen und Tipps zum Fahrverhalten. Musik und Beiträge werden dabei im Bedarfsfall sofort von aktuellen Gefahrenmeldungen unterbrochen. Straßensperrungen, Umleitungsempfehlungen und große Staus werden zu Hauptreisezeiten nach der französischen Verkehrsdurchsage oft auch auf Englisch und Deutsch durchgesagt.

## Regionale Zuordnung
Je nach benutztem Autobahnnetzabschnitt kann derjenige Autobahnradiosender empfangen werden, zu dessen Netz das befahrene Autobahnteilstück gehört. Manche Sender sind regionalisiert, d. h. eingeteilt in ein 107.7 FM-Netz westliche und östliche Zone. Damit wird das Versorgungsgebiet verkleinert und die Länge der Verkehrsinformationsblöcke verkürzt. Sind Stoßzeiten im Verkehr vorbei – z. B. während der Nacht – werden die beiden Zonen zusammengeschaltet.

## Verbreitung
Die Autobahnradiosender werden über tausende leistungsschwache Umsetzer entlang der Autobahnen und Schnellstraßen verbreitet. Die Umsetzer stehen dabei in einem Abstand von sieben Kilometern. Sie können somit auf den Fernstraßen und in unmittelbarer Nähe zu diesen empfangen werden, so dass viele Städte und Gemeinden, die weit von Autobahnen entfernt gelegen sind, nicht von einem der Autobahnsender versorgt werden.
All diese Radiostationen können in ganz Frankreich entlang der Fernstraßen in einem Gleichwellennetz auf derselben UKW-Frequenz – der 107,7 MHz – gehört werden. Dies hat den Vorteil, dass nicht – wie in Deutschland üblich – Verkehrsfunksender für die jeweils durchfahrene Region (Bundesland) gesucht werden müssen, was Autofahrer weniger ablenkt. Beispielsweise kann bei der Einfahrt in Frankreich 107,7 MHz eingestellt werden; der Empfang endet dann beim Verlassen Frankreichs an der Grenze. Das Autoradio sucht sich den für das jeweils befahrene Autobahnteilstück zuständigen Autobahnradiosender selbst.

## Eon-Funktion schaltet automatisch auf 107,7 um
Um Verkehrsinformationen zu erhalten, müssen Reisende nicht das Musikprogramm der Autobahnsender durchhören. Wenn Verkehrsinformationen oder Gefahrenmeldungen gesendet werden, schaltet sich das Autoradio dann automatisch auf die 107,7 MHz um, wenn das Radio erstens über eine eon-Funktion (Enhanced Other Networks) verfügt zweitens die VF- bzw. Traffic-Funktion am Autoradio eingeschaltet ist und drittens einer der Radio-France-Kanäle France Inter, France Culture, France Musique, France Info, France Bleu oder Le Mouv’ gehört wird.

## Kosten und Empfangbarkeit
Der Service ist unverschlüsselt und kostenlos. Er kann über herkömmliche Autoradios genutzt werden.